# Svetozar Miletić, Sombor
Svetozar Miletić (izvirno srbsko Светозар Милетић; hrvaško Lemeš; madžarsko Nemesmilitics) je naselje v Srbiji, ki upravno spada pod Mesto Sombor; slednja pa je del Zahodnobačkega upravnega okraja.